# Kikół
Kikół é um município no norte da Polônia. Pertence à voivodia da Cujávia-Pomerânia, no condado de Lipno. É a sede da comuna urbano-rural de Kikół.
Estende-se por uma área de 4,01 km², com 1 994 habitantes, segundo o censo de 31 de dezembro de 2021, com uma densidade populacional de 497,3 hab./km².
Kikół recebeu o foral de cidade em 1745. Ela foi privada de seus direitos municipais em 13 de janeiro de 1870 e incorporada à comuna de Kikół, no condado de Lipno. Nos anos de 1867 a 1954, foi a sede da comuna rural de Kikół, de 1954 a 1972 da gromada de Kikół, e, a partir de 1973, da comuna reativada de Kikół. Em 1975–1998, administrativamente, pertenceu à voivodia de Włocławek. Em 1 de janeiro de 2024, recuperou a condição de cidade.

## Localização
A cidade fica no lago Kikół, na estrada nacional n.º 10 Szczecin-Varsóvia, aproximadamente 9,5 km a noroeste de Lipno.
Historicamente, Kikół está localizada na Terra de Dobrzyń.
Conforme a regionalização físico-geográfica da Polônia, a cidade está localizada na região dos lagos de Dobrzyń.

## História
Na segunda metade do século XVII, a vila era propriedade do general Jan Stachurski, comandante da fortaleza em Biała Cerkiew. Foi cidade entre 1745 e 1870. Em 1870, Kikół perdeu seus direitos municipais por participar da Revolta de Janeiro.
Desde 1 de janeiro de 2024, Kikół voltou a ter os direitos de cidade.

## Esporte
Kikół tem um clube, o Klub Rekreacyjno-Sportowy Ogończyk Kikół, fundado em 1998. Os jogadores de futebol desse clube até a temporada 2010/2011 (inclusive) jogavam principalmente no B Klasa Włocławek. Seu maior sucesso foi terminar em 2.º lugar na temporada 2004/2005.

## Monumentos históricos
Segundo o registro de monumentos do Instituto do Patrimônio Nacional, os edifícios listados são:
- Igreja paroquial de Santo Adalberto, Bispo e Mártir, 1904–1909, cemitério e muro da igreja[16]
- Cemitério católico romano da segunda metade do século XIX, capela e muros com um portão
- Complexo do palácio, por volta de 1790, séculos XIX e XX: palácio e dependências, e parque com uma avenida de acesso — foi construído pela família Zboiński. Ele é cercado por um parque criado na década de 1840 por Karol Zboiński. O atual proprietário é o empresário e investidor do mercado de ações Roman Karkosik, um dos homens mais ricos da Polônia.[17][18]

## Galeria

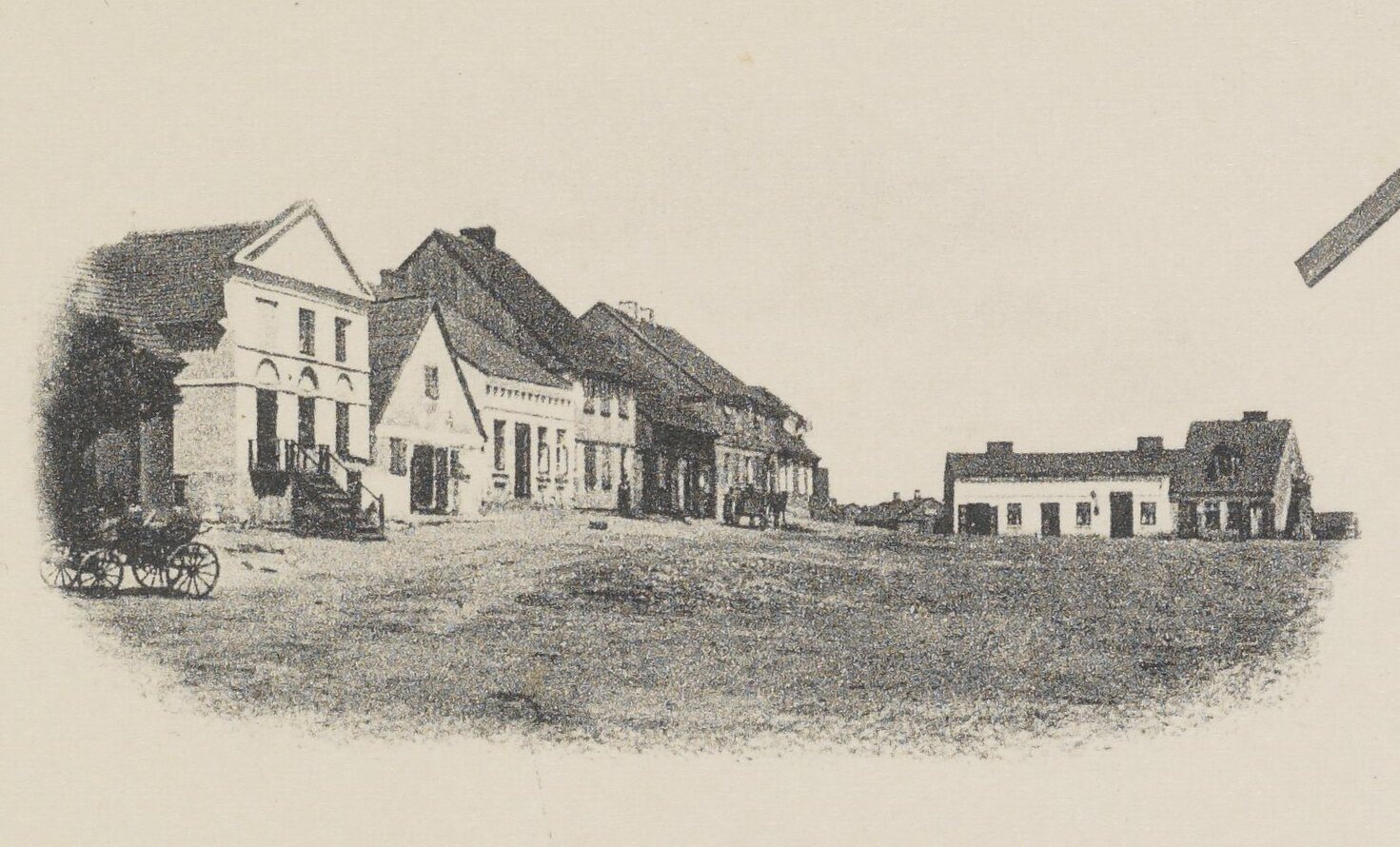
Praça principal em 1908
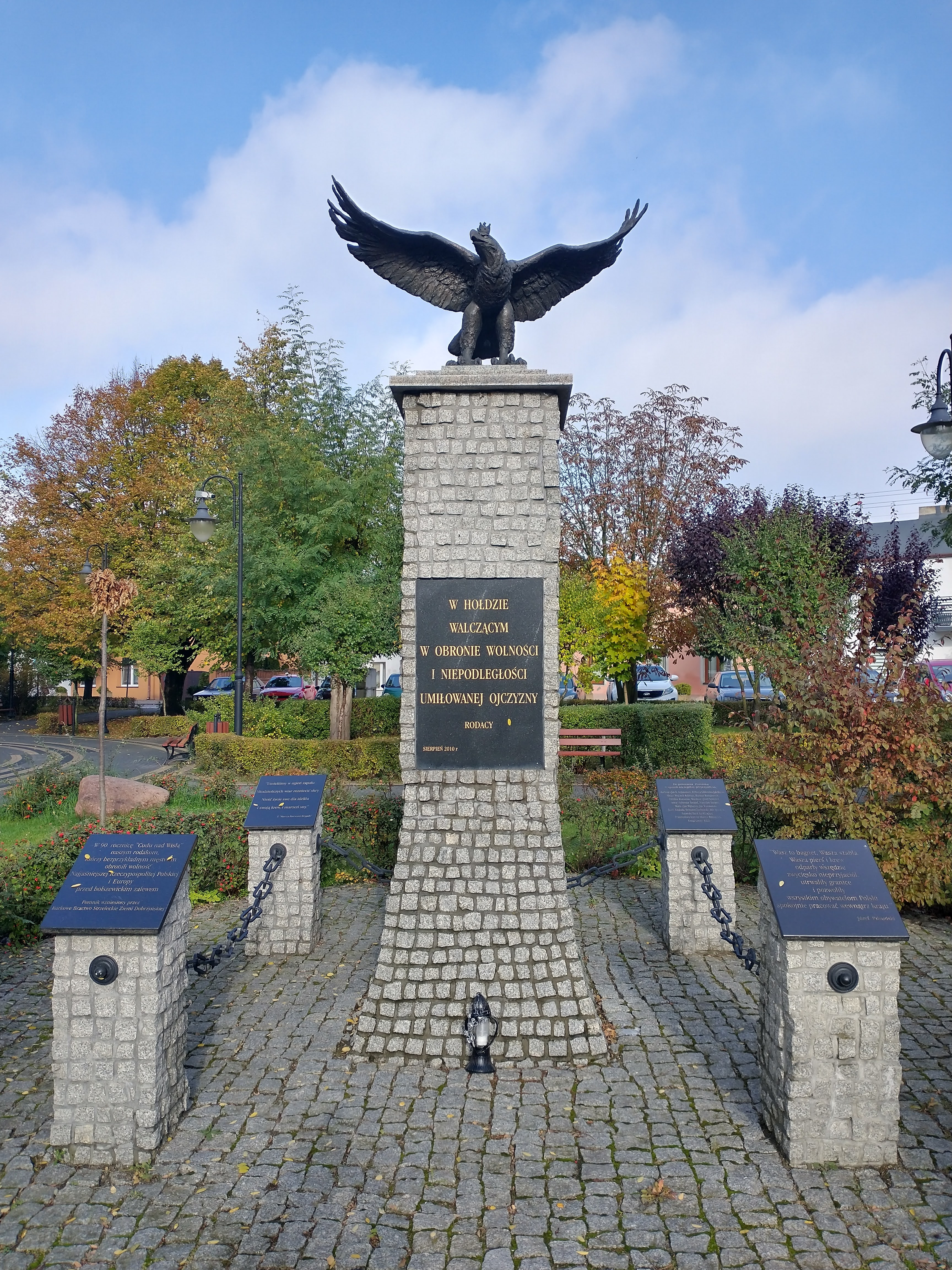
Monumento na praça Tadeusz Kościuszko
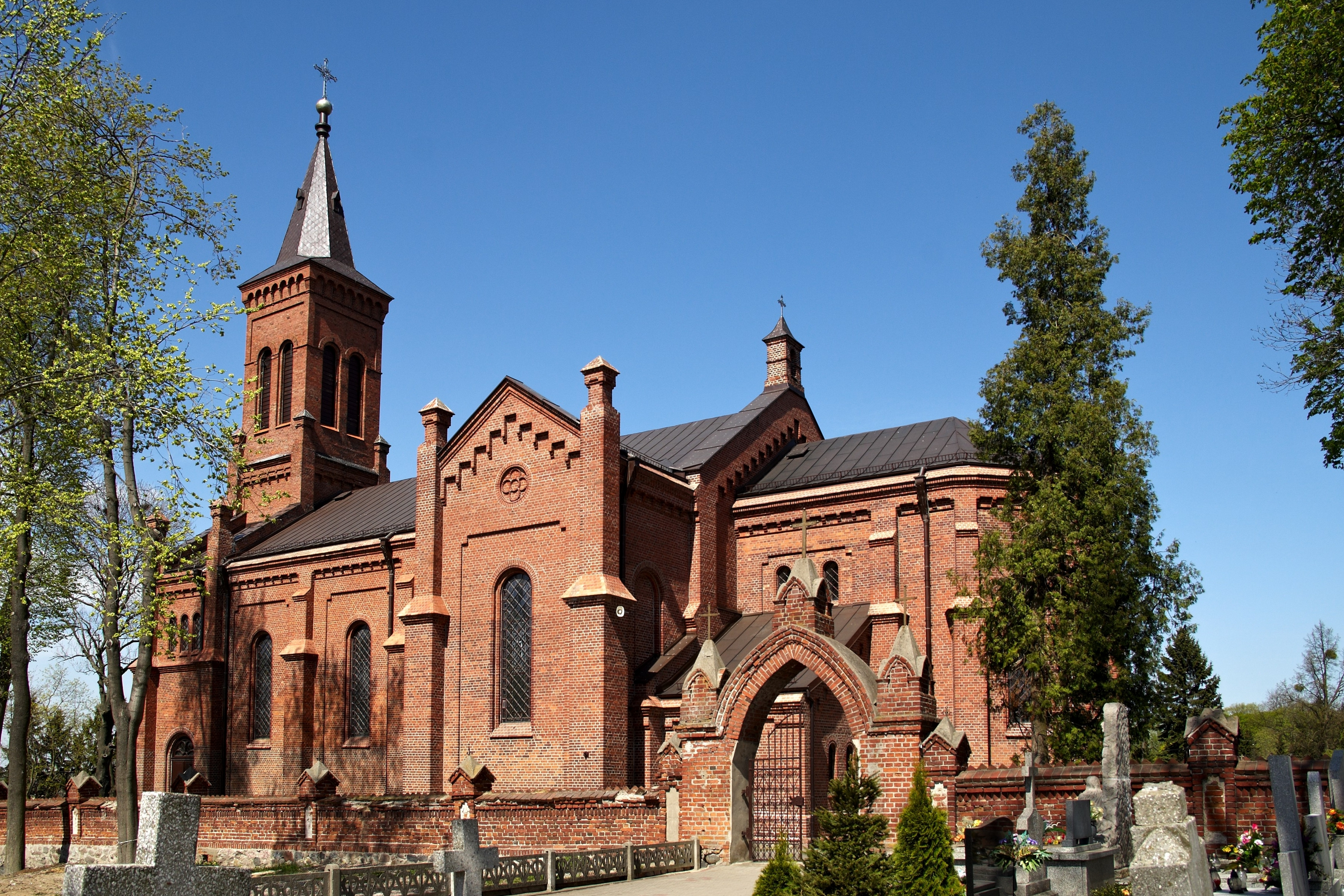
Igreja de Santo Adalberto, Bispo e Mártir